# Jacques Février
Pour les articles homonymes, voir Février (homonymie).
Jacques Février (Saint-Germain-en-Laye, 26 juillet 1900 – Remiremont, 2 septembre 1979), est un pianiste français.

## Biographie
Fils du compositeur Henri Février et petit-fils de l'architecte Jules Février, Jacques Février est élève d'Édouard Risler et de Marguerite Long au Conservatoire de Paris de 1917 à 1921, lorsqu'il remporte son premier prix. 
Ami d'enfance de Poulenc, en 1932, il crée le Concerto pour deux pianos (dont il est le dédicataire) avec le compositeur. Il a créé également la sonate pour hautbois (1963) de Poulenc. Il est le premier pianiste français, expressément choisi par Ravel, pour jouer le Concerto pour la main gauche (1933) après la déception du compositeur, lors de la création de l'œuvre en 1931 par son commanditaire Paul Wittgenstein. 
Il est nommé professeur au conservatoire de Paris en 1952. Parmi les pianistes qui bénéficient de son enseignement ou de ses conseils, on cite Gabriel Tacchino (avec qui il effectue des enregistrements à quatre mains de Ravel), Alain Planès, Alain Balageas (qu'il conseille en vue d'un concert donné au Carnegie Hall en l'honneur du centenaire de la naissance de Maurice Ravel) et Alain Bernheim. Jacques Février apporte également son soutien à Georges Cziffra, lors de ses premiers concerts à Paris.
Ses disques sont principalement consacrés à la musique française. Il reçoit le Grand Prix du Disque de l'Académie Charles-Cros en 1963 pour son enregistrement de l'œuvre pour piano de Ravel. Ses disques Poulenc, Ravel, Debussy « constituent des versions de référence, témoignages d'un art discret, sincère et raffiné. »
Il est l'oncle de la compositrice Isabelle Aboulker.